# جزيرة غراهام (نونافوت)
جزيرة غراهام (Graham Island) هي جزيرة غير مأهولة في منطقة قيكيقتالوك، نونافوت، كندا. وهي من جزر الملكة إليزابيث وأرخبيل القطب الشمالي الكندي، وتقع في الخليج النرويجي قبالة ساحل جزيرة إليسمير. تقع في (77°25'N 90°30'W) وتبلغ مساحتها 1,378 كـم2 (532 ميل2)، 55 كيلومتر (34 ميل) طول، و 40 كيلومتر (25 ميل) عرض.. تم تسميتها في عام 1910.
هناك جزيرة ثانية بنفس الاسم، ولكنها أصغر بكثير (حوالي 2.0 × 0.5 كم) ، وجزيرة غراهام، أيضا في نونافوت، قبالة شبه جزيرة بوثيا. تم تسميت في عام 1966.

## روابط خارجية
- جزيرة غراهام في أطلس كندا - توبوراما؛ الموارد الطبيعية كندا  نسخة محفوظة 7 أبريل 2014 على موقع واي باك مشين.
- جزيرة غراهام في أطلس كندا - توبوراما؛ الموارد الطبيعية في كندا (أصغر) نسخة محفوظة 7 أبريل 2014 على موقع واي باك مشين.